# Геокриология
Геокриоло́гия (мерзлотоведение) — раздел геологии и криологии, изучающий криолитозону. Изучает многолетнемёрзлые и сезонномёрзлые горные породы, криогенные геологические процессы и явления.

## История
Мерзлотоведение как самостоятельная отрасль знаний о мёрзлых горных породах (почвах, грунтах) оформилась в СССР в 1920-х годах на стыке геологических, географических, геофизических и инженерно-технических дисциплин. Становление и развитие геокриологии в России связано с именами В. И. Вернадского, В. А. Обручева, М. И. Сумгина, П. И. Мельникова. Идея разработки философской и методологической базы криологии была сформулирована академиком РАН В. П. Мельниковым.

## Разделы
- Общая геокриология — изучает физику, химию и механику мёрзлых пород.
- Инженерная геокриология — занимается проектированием, строительством и эксплуатации сооружений в криолитозонах.
- Экологическая — изучает и прогнозирует последствия техногенных нарушений криолитозоны и антропогенного воздействия.

## Периодические издания
Прекращённые
- журнал «Геокриология» — издавался в 1995 году[3]
- журнал «Мерзлотоведение» (Москва) — издавался в 1946 году Институтом мерзлотоведения АН СССР[3]
- журнал «Труды Института мерзлотоведения АН СССР» (Москва) — издавался в 1940—1946 годах[4][5]

Издаваемые
- журнал Permafrost and Periglacial Processes — издаётся John Wiley & Sons[3]
- журнал «Криосфера Земли» (Новосибирск) — издаётся с 1997 года[3]